# Campionati europei di pentathlon moderno 2022
I campionati europei di pentathlon moderno 2022 sono stati la 30ª edizione della competizione. Si sono svolti dal 14 al 18 settembre 2022 a Székesfehérvár, in Ungheria.

## Medagliere
| Pos.   | Paese         | Oro | Argento | Bronzo | Totale |
| ------ | ------------- | --- | ------- | ------ | ------ |
| 1      | Gran Bretagna | 3   | 1       | 0      | 4      |
| 2      | Ungheria      | 2   | 2       | 1      | 5      |
| 3      | Rep. Ceca     | 1   | 0       | 2      | 3      |
| 4      | Lituania      | 1   | 0       | 1      | 2      |
| 5      | Polonia       | 0   | 2       | 0      | 2      |
| 6      | Francia       | 0   | 1       | 2      | 3      |
| 7      | Italia        | 0   | 1       | 0      | 1      |
| 8      | Ucraina       | 0   | 0       | 1      | 1      |
| Totale | Totale        | 7   | 7       | 7      | 21     |

## Podi

### Maschili
| Evento      | Oro                                                 | Argento                                                   | Bronzo                                                |
| Individuale | Richárd Bereczki                                    | Balázs Szép                                               | Maksym Aharušev                                       |
| A squadre   | Ungheria Richárd Bereczki Bence Demeter Balázs Szép | Francia Christopher Patte Pierre Dejardin Valentin Belaud | Rep. Ceca Ondřej Svechota Martin Vlach Ondřej Polívka |
| Staffetta   | Rep. Ceca Martin Vlach Jan Kuf                      | Polonia Kamil Kasperczak Łukasz Gutkowski                 | Francia Jean-Baptiste Mourcia Alexandre Henrard       |

### Femminili
| Evento      | Oro                                                   | Argento                                            | Bronzo                                                               |
| Individuale | Charlie Follett                                       | Joanna Muir                                        | Michelle Gulyás                                                      |
| A squadre   | Gran Bretagna Charlie Follett Joanna Muir Kate French | Ungheria Michelle Gulyás Sarolta Simon Blanka Guzi | Lituania Ieva Serapinaitė Elzbieta Adomaitytė Aurelija Tamašauskaitė |
| Staffetta   | Lituania Ieva Serapinaitė Elzbieta Adomaitytė         | Polonia Natalia Dominiak Oktawia Nowacka           | Rep. Ceca Veronika Novotná Karolína Křenková                         |

### Misti
| Evento    | Oro                                     | Argento                                   | Bronzo                           |
| Staffetta | Gran Bretagna Kate French Myles Pillage | Italia Matteo Cicinelli Alessandra Frezza | Francia Marie Oteiza Ugo Fleuret |